# Mahamat Saleh Haroun
Mahamat-Saleh Haroun (født i 1961, N'Djamena) er en filminstruktør fra Tchad, som har levet i Frankrig siden 1992. Han lavede sin første film, Bye Bye Africa i 1999. Hans anden film Abouna (2002) vandt bedste cinematografipris ved FESPACO, mens Daratt fra 2006 vandt Grand Special Jury-pris ved den 63. filmfestival i Venedig.